# Susan Isabel Dacre
Susan Isabel Dacre (1844 - 1933), conocida como Isabel Dacre, fue una pintora y sufragista inglesa de la época victoriana. En 1876 fundó con Annie Swynnerton y presidió la Sociedad de Mujeres Artistas de Mánchester en 1876.

## Biografía
Nació en Leamington, Warwickshire, y se educó en una escuela de un convento en Salford. Durante la década de 1858-68 vivió en París, primero asistiendo a la escuela y luego trabajando como institutriz. Después de un invierno en Italia (1869), regresó a París, donde permaneció durante la Guerra franco-prusiana y la Comuna de París. Regresó a Inglaterra en 1871 y comenzó a estudiar arte en la Escuela de Arte de Mánchester, donde ganó el Queen's Prize en 1875. Comenzó una relación que duraría toda su vida con su compañera también pintora, Annie Swynnerton; las dos mujeres continuaron sus estudios de arte en Roma y París entre 1874 y 1880.
Alrededor de 1872, durante una estancia en la isla de Capri, lord Leighton le enseñó su método de pintar y componer sus cuadros.

## Retratos y la Academia Julian

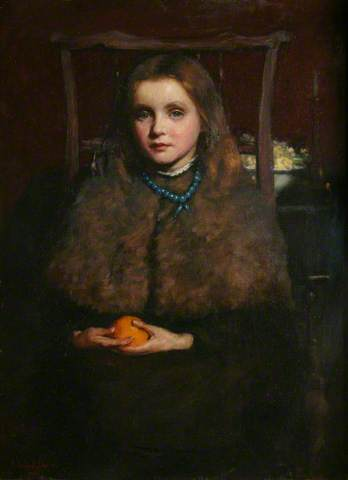
La joven Annie Rooney, inspirado en una canción popular. Galería de Arte de Mánchester

En los años 1877-1880 estuvo en París en la Academia Julian teniendo como compañera a Marie Bashkirtseff y compartieron el primer premio en el concurso mencionado en el famoso diario de Bashkirtseff.
Dacre estuvo asociada con la Academia en dos ocasiones diferentes:
En 1878-1879 fue cuando terminó un llamativo dibujo en tiza en blanco y negro, Retrato de una joven con gorra de satén (ca. 1879), propiedad de la Colección Andre Del Debbio, París.
Más tarde realizó varios trabajos que le permitieron entrar en el Salón de París. Su participación por primera vez en él en 1881 fue un retrato: Retrato de Mme. F.W. (no 579.) F.W. La Galería de Arte de Mánchester posee una conmovedora pintura al óleo Mujeres italianas en la iglesia. A lo largo de su carrera sus retratos fueron admirados en Italia, Inglaterra y París.
Después de vivir en Londres durante un tiempo regresó a Mánchester en 1883 y compartió un estudio en el número 10 de King Street con la artista Mary Florence Monkhouse. Tras mucha lucha, en 1897 Dacre fue nombrada miembro del consejo de la Academia de Mánchester de Bellas artes y Monkhouse fue nombrada auditora.
En la Royal Jubilee Exhibition celebrada en Mánchester en 1887, expuso su obra y ayudó a Ford Madox Brown a decorar la cúpula de la exposición.

## Feminista y sufragista
Dacre fue una conocida feminista y sufragista. Con Annie Swynnerton fundó la Sociedad de Mujeres Artistas de Mánchester en 1876; Dacre también presidió la organización. Durante una década (1885-95), fue miembro del comité ejecutivo en Mánchester de la Sociedad Nacional para el Sufragio de la Mujer.
El retrato de la editora feminista Lydia Becker es uno de sus trabajos más conocidos.